# 贝沃兹省

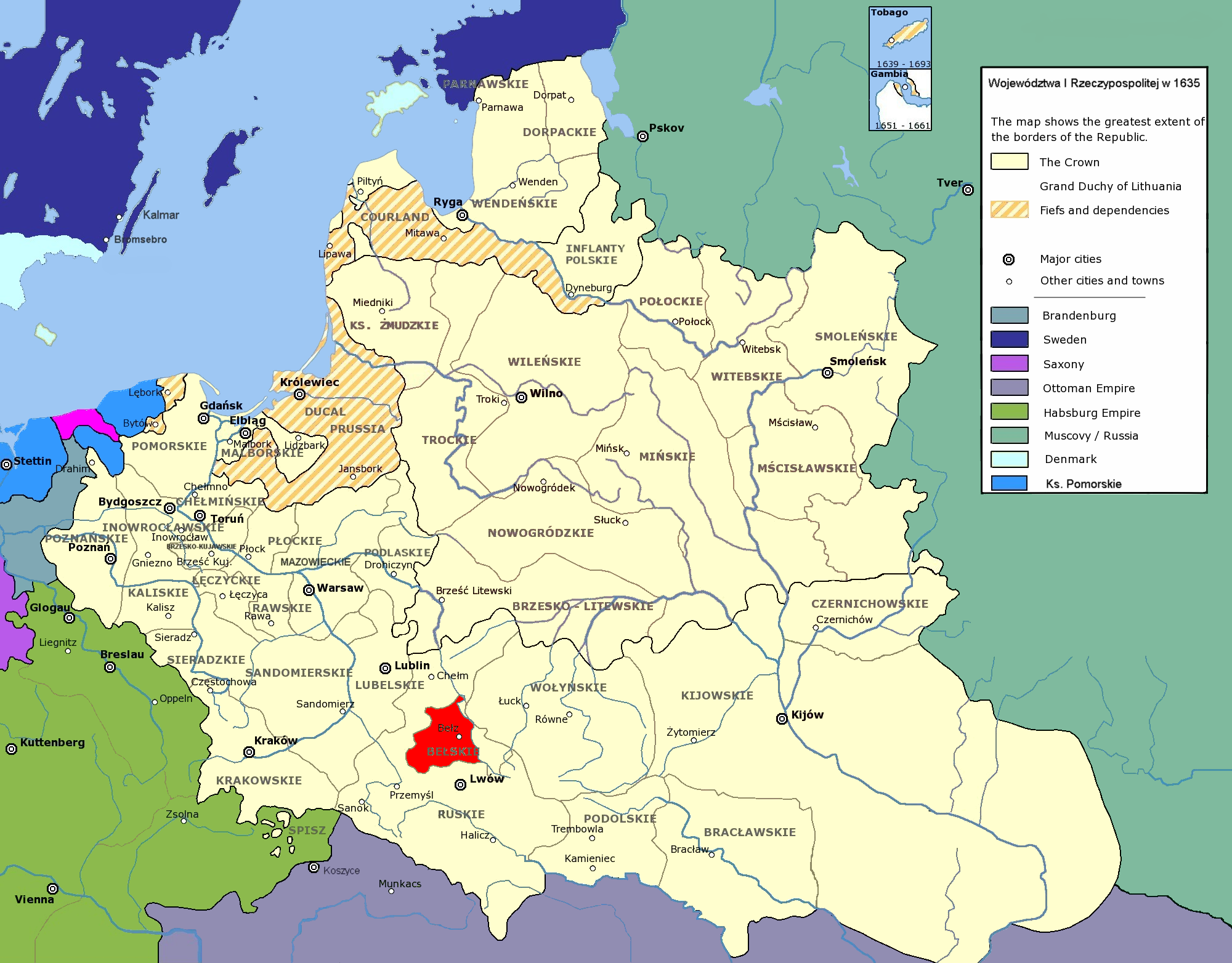
贝尔兹省在波兰立陶宛联邦的位置

贝沃兹省（波蘭語：Województwo Bełskie）是一个从15世纪到1795年瓜分波兰为止的波兰行政区划和地方政府。加上鲁塞尼亚省为红鲁塞尼亚行省的一部分。

## 政府部门所在地
省总督（Wojewoda）所在地：
- 贝沃兹

全鲁塞尼亚地区议会（sejmik generalny）所在地：
- 萨多瓦-维兹尼亚

地区议会（sejmik poselski i deputacki）所在地：
- 贝沃兹

## 行政区划
| 行政区域     | 波兰语             | 首府       |
| 贝沃兹县     | Powiat Bełzski     | 贝沃兹     |
| 格拉波维齐县 | Powiat Grabowiecki | 格拉波维齐 |
| 赫洛多县     | Powiat Horodelski  | 赫洛多     |
| 鲁巴茨佐夫县 | Powiat Lubaczowski | 鲁巴茨佐夫 |
| 布斯克地区   | Ziemia Buska       | 布斯克     |

## 省长
- 拉法尔·莱什琴斯基（1579年－1636年）
- 雅克布·索别斯基（1638年－？）
- 亚当·米科瓦耶·谢尼亚夫斯基（1692年－1710年）
- 斯坦尼斯瓦夫·马特乌什·鲁泽乌斯基（1726年－？）

## 邻近的省和地区
- 鲁塞尼亚省
- 沃尔希连省
- 卢布林省